# François Bressonnet
François Bressonnet, né le 8 juillet 1824 à Montbard (Côte-d'Or) et mort le 14 août 1899 à Paris, est un général de division français, grand-croix de la Légion d'honneur.
Officier du génie, il prend part aux  campagnes d'Algérie, de Crimée, d'Italie et du Mexique. Colonel, il participe à la guerre de 1870 et à la répression de la Commune de Paris. Promu général, il est membre du Conseil supérieur de la guerre, président du Comité des fortifications et commande un corps d'armée.

## Biographie

### Famille
Il est le fils d'Edmé Bressonnet, marchand boucher, et de Marie Anne Bordot.

### Carrière militaire
Admis à l'École polytechnique en 1843, il passe en 1845 à l'École d'application de l'artillerie et du génie de Metz, et est nommé lieutenant du génie en 1847, puis capitaine en 1850. 
Après être resté cinq ans en Algérie, il prend part à la guerre de Crimée et est fait chevalier de la Légion d'honneur le 11 avril 1855. 
Il combat durant la campagne d'Italie en 1859 et est promu chef de bataillon après la bataille de Solférino, le 27 juin 1859. 
Il prend part ensuite à l'expédition du Mexique. Dans cette dernière campagne, pendant laquelle il remplit les fonctions de chef d'état-major du génie, il est nommé officier de la Légion d'honneur en 1864, lieutenant-colonel, et mérite une citation à l'ordre du jour de l'armée après la prise
d'Oaxaca.
Promu colonel le 2 mars 1867, il commande le 3e régiment du génie à Arras, lorsqu'éclate la guerre de 1870 avec l'Allemagne. Il devient alors, le 19 juillet 1870, chef d'état-major du génie de la Garde impériale. Prisonnier de guerre le 29 octobre par suite de la capitulation de Metz, il ne rentre en France qu'en mars 1871 ; il est d'abord chef d'état-major du génie à l'armée de Versailles, puis placé de nouveau à la tête du 3e régiment du génie. 
Promu général de brigade le 4 novembre 1874 et nommé directeur supérieur du génie du 11e corps d'armée à Nantes, il devient général de division le 6 juillet 1878 et commandant du génie du gouvernement de Paris le 14 janvier 1880, poste qu'il occupe jusqu'au 1er avril 1882. Membre du Comité des fortifications depuis 1877, il en est le président en 1887. 
Le général Bressonnet est fait grand officier de la Légion d'honneur le 11 juillet 1882 alors qu'il compte quinze campagnes et une citation.
En mars 1886, il entre au Conseil supérieur de la guerre et commande brièvement le 17e corps d'armée de février à août 1887.
Il est élevé à la dignité de grand-croix de la Légion d'Honneur le 28 décembre 1888, décoré par le Président Sadi Carnot.
Il meurt à Paris le 14 août 1899.

## Décorations
- Grand-croix de la Légion d'honneur (28 décembre 1888)
  - Grand officier le 11 juillet 1882
  - Commandeur le 20 avril 1871
  - Officier le 11 février 1864
  - Chevalier le 11 avril 1855

### Sources contemporaines
- « Le général Bressonet » dans Pierre Larousse, Grand dictionnaire universel du XIXe siècle, t. 17, Administration du grand Dictionnaire universel, Paris, 1888, p. 658. Lire en ligne.
- « Le général Bressonnet » dans  Henri Roger de Beauvoir, Nos généraux 1871-1884, Berger-Levrault, 1885, pp. 79-82. Lire en ligne.

### Sources modernes
- Michel Wattel et Béatrice Wattel (préf. André Damien), « Bressonnet, François Antoine », dans Les Grand’Croix de la Légion d’honneur : De 1805 à nos jours, titulaires français et étrangers, Paris, Archives et Culture, 2009, 701 p. (ISBN 978-2-35077-135-9).